# Shazam! (soundtrack)
Shazam! is de soundtrack van Benjamin Wallfisch voor de film met dezelfde naam. Het album werd uitgebracht op 5 april 2019 door WaterTower Music.
Op 21 juli 2018 werd Wallfisch aangekondigd voor het componeren van de muziek voor de film die geregisseerd is door David F. Sandberg. Eerder had Wallfisch ook een samenwerking met Sandberg met de films Lights Out (2016) en Annabelle: Creation (2017). De muziek werd uitgevoerd door een traditioneel symfonieorkest onder leiding van Chris Egan.

## Nummers
1. "Shazam!" (3:59)
2. "The Consul of Wizards" (3:01)
3. "Seeking Spell" (2:33)
4. "Compass" (3:26)
5. "Seven Symbols" (4:17)
6. "The Rock of Eternity" (4:17)
7. "Subway Chase" (0:45)
8. "It's You Or No One" (4:59)
9. "Dude, You're Stacked" (1:18)
10. "This Is Power" (2:32)
11. "Bus Rescue" (2:29)
12. "You're Like a Bad Guy, Right? (1:16)
13. "Them's Street Rules (0:48)
14. "Superman It" (0:55)
15. "Super Villain" (1:39)
16. "You Might Need It More Than Me" (5:38)
17. "Come Home Billy" (3:02)
18. "Give Me Your Power" (1:41)
19. "His Name Is" (2:46)
20. "Sentimental Nonsense" (1:54)
21. "Run!" (2:13)
22. "Play Time's Over" (1:48)
23. "All Hands On Deck" (2:05)
24. "I Can Fly!" (2:14)
25. "Fight Fight" (3:31)
26. "Finale" (4:11)
27. "We've Got a Lair" (1:31)
28. "I'm Home" (0:53)
29. "I Name the Gods" (1:32)